# 卷舌增三
英仙座54，又名BD+34 860，HD 27348、SAO 57171、HR 1343，是英仙座的一颗恒星，视星等为4.93，位于銀經164.47，銀緯-10.95，其B1900.0坐标为赤經4h 13m 54.9s，赤緯+34° -10.95′ 31″。